# Berlín Heights (Ohio)
Berlín Heights es una villa ubicada en el condado de Erie en el estado estadounidense de Ohio. En el Censo de 2010 tenía una población de 714 habitantes y una densidad poblacional de 171,87 personas por km².

## Geografía
Berlín Heights se encuentra ubicada en las coordenadas 41°19′22″N 82°29′15″O / 41.32278, -82.48750. Según la Oficina del Censo de los Estados Unidos, Berlín Heights tiene una superficie total de 4.15 km², de la cual 4.15 km² corresponden a tierra firme y (0.06%) 0 km² es agua.

## Demografía
Según el censo de 2010, había 714 personas residiendo en Berlín Heights. La densidad de población era de 171,87 hab./km². De los 714 habitantes, Berlín Heights estaba compuesto por el 96.78% blancos, el 0.7% eran afroamericanos, el 0.14% eran amerindios, el 0.14% eran asiáticos, el 0% eran isleños del Pacífico, el 0% eran de otras razas y el 2.24% pertenecían a dos o más razas. Del total de la población el 1.4% eran hispanos o latinos de cualquier raza.